# Dolmen del Collado de los Bastianes

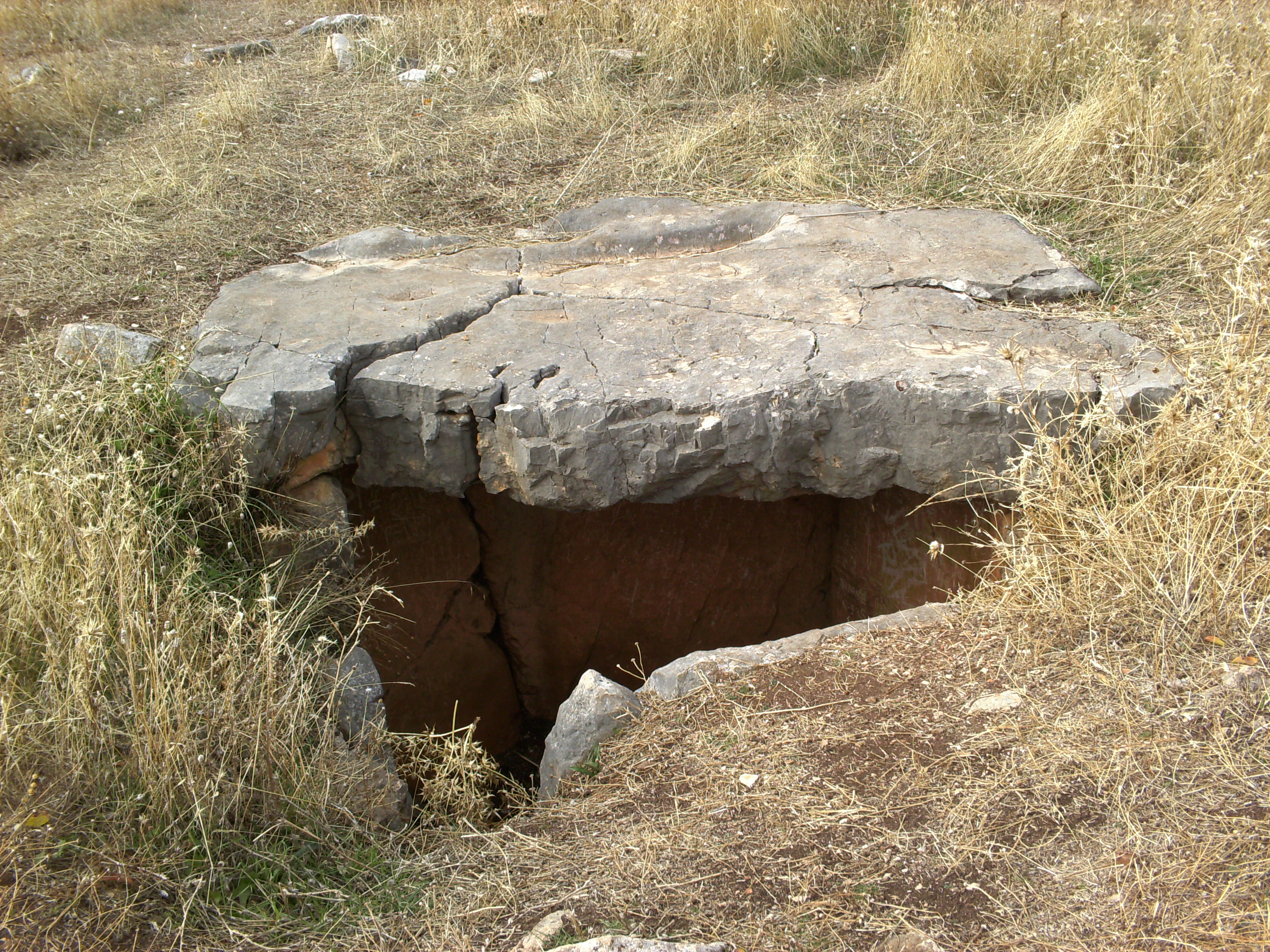
Dolmen del Collado de los Bastianes

Der Dolmen del Collado de los Bastianes (auch Dolmen de Otíñar oder Dolmen del Cerro Veleta genannt) liegt auf dem Hügel Cerro Veleta südlich von Jaén in Andalusien in Spanien. Die dortige Nekropole besteht aus mehreren Grabhügeln, obgleich die bekannteste Struktur ein Dolmen ist, dessen Hügel komplett verschwunden ist.
Die Struktur besteht aus einer eingetieften etwa rechteckigen Kammer aus sechs Orthostaten und dem gespaltenen Deckstein. Der große, einst möglicherweise kreisrunde, horizontal aufliegende Deckstein hat Abmessungen von 2,7 × 1,7 m. Die Wände der Kammer bestehen aus nahezu rechteckigen, stehenden Steinen, die zwischen 1,4 und 0,7 m breit sind. Die durchschnittliche Dicke der etwa 1,0 m hohen Steine beträgt 30 cm.
Im mehrfach geplünderten Dolmen wurden zerscherbte Keramik und Knochen gefunden, darunter ein Kiefer.